# Mennonitische Freikirche Österreich

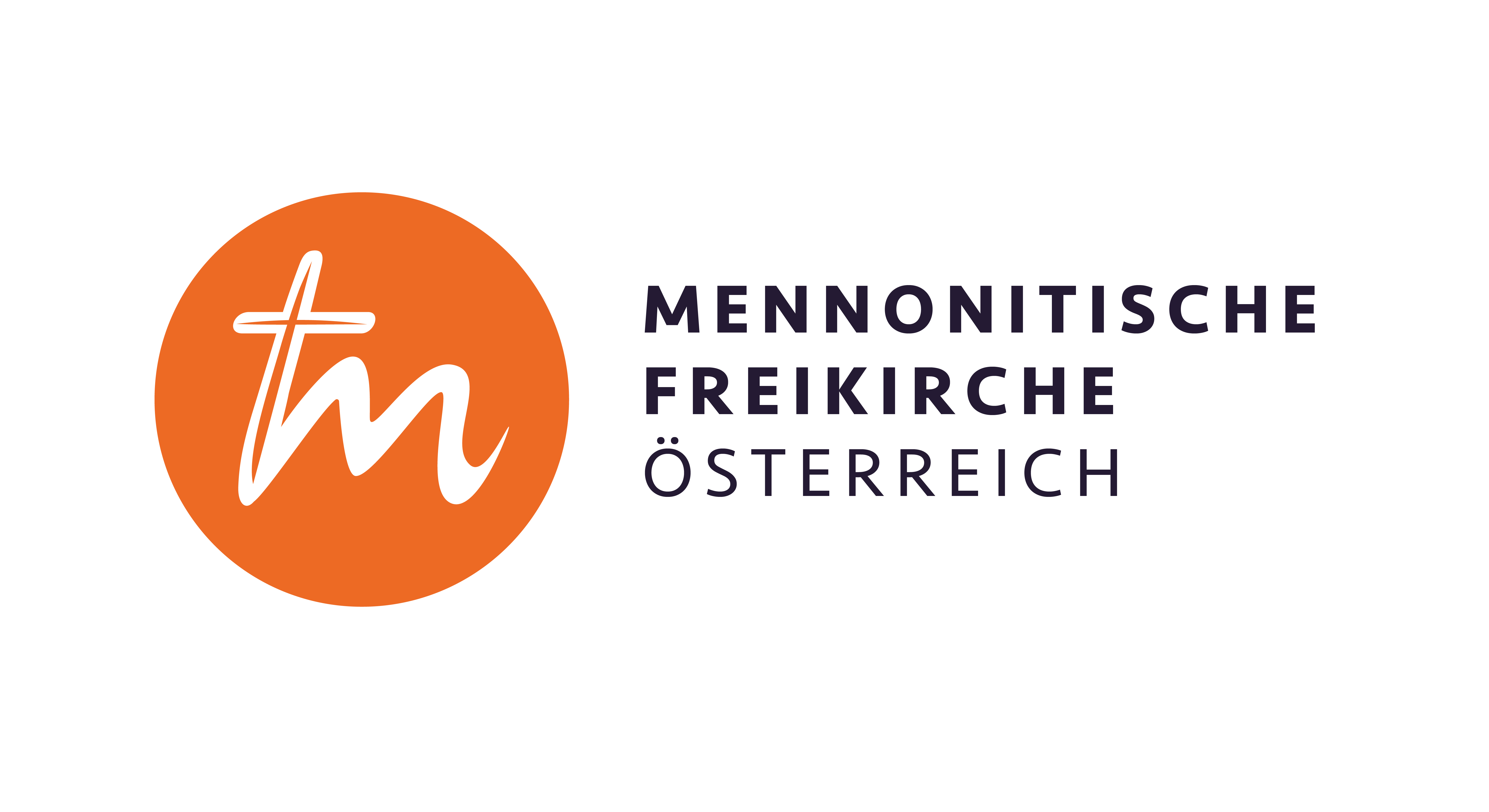
Logo der MFÖ

Die Mennonitische Freikirche Österreich (MFÖ) ist eine Vereinigung mehrerer mennonitischer Gemeinden in Österreich mit insgesamt ungefähr 300 Mitgliedern. Durch den Zusammenschluss mit vier anderen Gemeindebünden (Baptisten, Evangelikale, Elaia Christengemeinden, Freie Christengemeinde – Pfingstgemeinde) entstand 2013 die Religionsgemeinschaft Freikirchen in Österreich als gesetzlich anerkannte Kirche.

## Geschichte

### Vorgeschichte
Die Mennoniten sind Teil der Täuferbewegung, die bereits in der Reformationszeit entstand. Die Täuferbewegung war besonders in Tirol ab 1525 weit verbreitet. Ihre Ideen wurden im österreichischen Raum unter anderem von Balthasar Hubmaier, Jakob Huter, Hans Hut, Hans Schlaffer und Leonhard Schiemer propagiert. Charakteristische Merkmale waren die Gläubigentaufe und die Trennung von Staat und Kirche. In Österreich wurden sie ab 1527 als Ketzer verfolgt. Dennoch bestanden zum Beispiel in Oberösterreich in den 1530er Jahren noch Gemeinden der Gemeinderichtung der Philipper.
Der Ausdruck „Mennoniten“ wurde vom Namen des aus dem niederländischen Friesland stammenden täuferischen Reformators Menno Simons abgeleitet. „Mennoniten“ war zunächst die Bezeichnung der norddeutsch-niederländischen Täufer, schon bald wurde sie auch für Täufer anderer Regionen verwendet.
Die heutigen österreichischen Mennoniten knüpfen an eine längere Vorgeschichte in Galizien zur Zeit der Habsburgermonarchie an. Ende des 18. Jahrhunderts hatten sich im damals zu Österreich gehörenden Galizien täuferische Mennoniten angesiedelt. Deren Gemeinden wurden von der Wiener Regierung teils toleriert, teils genehmigt (Ansiedlungspatente Kaiser Josefs II 1781 und 1782 für Donauschwaben, Christlich-Mennonitische Gemeinde Kiernica – Lemberg 1908). Die galizischen Mennoniten gaben das Mennonitische Gemeindeblatt für Österreich heraus.

### Zweite Republik
Mennonitische Mission in Österreich begann nach dem Zweiten Weltkrieg, vor allem durch US-amerikanische und kanadische Missionare aus den Mennonitischen Brüdergemeinden. Diese waren im 19. Jahrhundert durch eine pietistische Erweckungsbewegung innerhalb der mennonitischen Kolonien in Russland entstanden. Nach einer Empfehlung des internationalen Mennonitischen Zentralen Komitees, das sich bereits seit 1947 karitativ in der Flüchtlingsarbeit in Österreich engagierte, sollte Linz ein neues Zentrum der mennonitischen Mission werden. Dies wurde von der nordamerikanischen Missionsgesellschaft Mennonite Brethren Mission and Service International (MBMSI) aufgegriffen und es kam zur Entsendung von Missionaren nach Österreich, unter anderen Abe und Irene Neufeld. Das Ziel war die Gründung selbständiger kongregationalistischer Gemeinden. Dazu entstand um 1970 die Arbeitsgemeinschaft Mennonitischer Brüdergemeinden in Österreich (AMBÖ). 1958 wurden mennonitische Gemeinden in Linz und Steyr gegründet. Im gleichen Jahr konnte auch das erste Versammlungsgebäude eröffnet werden. Weitere Gemeinden entstanden später in Wien, Wels, Salzburg und Gmunden. Die Entwicklung lässt sich in der Zeitschrift Quelle des Lebens (erschien von 1958 bis 1995) nachvollziehen.
Durch einen Förderverein und durch Arbeitsgemeinschaften konnten sich die Mennoniten in Österreich behaupten, hatten jedoch aufgrund der gesetzlichen Beschränkungen nur begrenzte Möglichkeiten. Bei der letzten Volkszählung 2001 bekannten sich 381 Österreicher zur Mennonitischen Freikirche. Mit 30. Juli 2001 wurde die Mennonitische Freikirche Österreich als religiöse Bekenntnisgemeinschaft staatlich eingetragen.
Nachdem im Jahr 2010 die Friedensgemeinde Salzburg aufgelöst worden war, gab es noch fünf Mennonitengemeinden in Österreich.

### Gesetzliche Anerkennung ab 2013
Ein Antrag der Mennonitischen Freikirche auf Anerkennung als gesetzlich anerkannte Kirche wurde im Jahr 2009 durch das Bundesministerin für Unterricht, Kunst und Kultur abgelehnt. Die als Hindernis die geringe Mitgliederzahl im Wege stand (für eine Anerkennung sind über 2 ‰ der Bevölkerung, etwa 16.000, erforderlich), erfolgte der Antrag unter Hinweis auf die Tolerierung der einstmals im kaiserlich-österreichischen Galizien lebenden Mennoniten.
Die folgende Feststellungs-Beschwerde der Mennoniten wurde 2012 vom Verwaltungsgerichtshof als unbegründet abgewiesen.
Um die staatliche Anerkennung als Kirchengemeinschaft zu erlangen, schloss sich die Mennonitische Freikirche 2013 mit anderen evangelischen Freikirchen, dem Bund der Baptistengemeinden, dem Bund Evangelikaler Gemeinden, der Freien Christengemeinde – Pfingstgemeinde und den Elaia Christengemeinden zum Dachverband Freikirchen in Österreich (FKÖ) zusammen, der dann seit August 2013 auch offiziell als Kirche (Religionsgesellschaft) per Verordnung der Unterrichtsministerin (BGBl. II Nr. 250/2013) anerkannt ist.

## Organisation
Kirchenmitglieder sind getaufte Christen, die sich einer Ortsgemeinde angeschlossen haben. Austrittsmöglichkeiten sind Abmeldung bei der Bezirksbehörde, Ausschluss, Streichung, Übertritt in eine andere Gemeinde oder Tod. In der Gemeindeversammlung sind alle aktiven Mitglieder stimmberechtigt. Übergeordnet ist die Vollversammlung, in die die Gemeindeversammlung Delegierte schickt. Sitz der Freikirche als Organisation ist Wien-Liesing (23.).
Die Mennonitische Freikirche Österreich gab die Zeitschrift Gemeinsam heraus.
Auf internationaler Ebene ist die Mennonitische Freikirche Mitglied im International Committee of Mennonite Brethren und zudem assoziiertes Mitglied der Mennonitischen Weltkonferenz.
Gemeinden

Gemeinden der Mennoniten sind (Stand Mitte 2014):
- Mennonitische Freikirche Wien,[L 1] Wien-Meidling
- Mennonitische Freikirche Wels,[L 2] Oberösterreich
- Mennonitische Freikirche Steyr,[L 3] Oberösterreich
- Mennonitische Freikirche Gmunden
- Mennonitische Freikirche Neue Heimat,[L 4] Oberösterreich